# トリプルベース火薬
トリプルベース火薬(triple base powder)とは、ニトロセルロースとニトログリセリンとニトログアニジンを基剤として、膠化剤、安定剤、緩燃剤、焼食抑制剤、消炎剤を添加した無煙火薬の一種。
主に火砲の発射薬として用いられる。

## 組成
- ニトロセルロース 20.0%
- ニトログリセリン 19.0%
- ニトログアニジン 54.7%
- その他6.3%

## 代表的な製品の値
アメリカ軍正式採用のM30火薬
- 火炎温度：3040K
- 火薬力：1087 J/g
- 燃焼生成ガス
  - 二酸化炭素 3.02 mol/Kg
  - 一酸化炭素 11.66 mol/Kg
  - 水　　　　 10.78 mol/Kg
  - 水素ガス　 5.49 mol/Kg
  - 窒素ガス　 11.96 mol/Kg
- 爆発熱：974 cal/g
- 比熱比：1.057
- 仮比重：1.66 g/cm3

## 特徴
- シングルベース火薬、ダブルベース火薬よりも安定度が高いが、高価となる
- 発生ガス容量が多いので安定度や薬勢を低下させることなく、ダブルベースよりも燃焼温度を低くすることが出来る。
- 焼食が少なく、砲口炎が少ない
- 以上の特徴から、各種火砲の発射薬として用いられることが多い